# آيت لحسن اوعلي (إزروالن)
آيت لحسن اوعلي هو دُوَّار يقع بجماعة آيت اوقبلي، إقليم أزيلال، جهة بني ملال خنيفرة في المملكة المغربية. ينتمي الدوّار لمشيخة إزروالن التي تضم 6 دواوير. يقدر عدد سكانه بـ 258 نسمة حسب الإحصاء الرسمي للسكان والسكنى لسنة 2004.

## وصلات خارجية
- البوابة الوطنية للجماعات الترابية
- المندوبية السامية للتخطيط